# فرانك أ. يونغ
فرانك أ. يونغ (بالإنجليزية: Frank A. Young)‏ هو كاتب حول الرياضة وصحفي أمريكي، ولد في 19 أكتوبر 1884 في ويليامسبورت في الولايات المتحدة، وتوفي في 27 أكتوبر 1957 في شيكاغو في الولايات المتحدة بسبب أمراض الجهاز الهضمي.